# Castell d'Ulldecona
El castell d'Ulldecona és un conjunt fortificat d'Ulldecona (Montsià) declarat bé cultural d'interès nacional. S'aixeca dalt del Puig del Castell, una petita elevació que forma part de la Serra Grossa. Aquest conjunt és al marge esquerre del riu de la Sénia, actual límit politicoadministratiu entre Catalunya i el País Valencià. L'àmplia visibilitat i la gran fertilitat i riquesa del terreny han comportat que aquest lloc hagi estat al llarg del temps una zona estratègica del control del territori des de l'època ibèrica fins a l'edat mitjana.
La fortalesa és en major part obra de l'orde de Sant Joan de Jerusalem. Fou seu de la comanda principal dels hospitalers de les terres de l'Ebre quan Amposta deixà de ser-ho després del bescanvi que va fer el castellà d'Amposta, Ramon de Ribelles, amb el rei Pere el Gran, l'any 1280, del senyoriu d'Amposta per possessions de l'Aragó.
Amb la conquesta de les terres al sud de l'Ebre pels cristians el 1148, el castell passà a la família Montcada, de Tortosa. El 1173 el castell i els terrenys foren cedits a l'Orde de l'Hospital de Sant Joan de Jerusalem. El 1178 Alfons I el torna a donar als hospitalers.

## Descripció
És un conjunt fortificat situat sobre un turó, a la banda sud-oest del poble, vora la carretera comarcal Ulldecona-la Sénia, al qual es pot accedir per un camí veïnal que connecta amb aquesta carretera i voreja el turó (3 km aproximadament). Consta actualment de tres edificacions -una torre circular, una de quadrada més gran i l'antiga església-, i restes d'altres enderrocades, envoltat tot d'una muralla perimetral. Aquest mur, d'un gruix aproximat entre 1 i 1,5 m, es conserva parcialment en el sector nord, on arriba a 3 m d'alçada màxima, i en alguns punts del sud i l'est; està desaparegut totalment a la banda oest. És construït amb maçoneria de pedres grosses. En dos punts del recinte s'hi troben restes d'excavacions que han deixat al descobert restes de murs d'habitacles ibèrics i medievals.

### Torre circular
Torre talaia de planta circular i alçat lleugerament cònic, obrada de carreu mitjà. Consta de planta, primer pis i terrassa superior de vigilància. L'entrada original és la del primer pis, al qual s'accedia per una escala mòbil. La porta té un emmarcament de pedra i les dues plantes tenen coberta interior de falsa volta, amb una petita obertura rectangular de comunicació amb el primer pis. La terrassa té merlets, força malmesos, i els pis petites espitlleres. Els murs tenen aproximadament un metre de gruix.

### Torre quadrada
Assentada sobre una plataforma atalussada. Consta de planta, dos pisos i terrassa. Actualment s'hi entra per un porta construïda en el talús, però antigament s'hi havia d'accedir pel segon pis. La planta baixa i el primer pis són dividits per la meitat per un gruixut mur, de manera que queden dues sales cobertes amb voltes de canó. La segona planta (planta senyorial) té al mig un arc diafragma apuntat que suporta unes voltes semblants a la dels altres pisos però col·locades al contrari. És l'única planta que té finestres: en destaca la del costat est, coronella i amb arcs superiors lobulats. En el nivell superior no hi ha merlets. Els murs perimetrals són molt gruixuts, de fins a tres metres, construït amb carreuons i llambordes de pedra, més grans i ben tallats als angles.

### Església
Edifici situat al sector oriental del recinte, que conforma el castell d'Ulldecona, el mur Est del qual servia de muralla. Orientat al nord, de planta rectangular, amb volta de canó dividida en cinc trams mitjançant arcs torals sobre pilastres adossades. L'absis és semicircular, cobert amb un quart d'esfera. El portal és de mig punt dovellat, amb trencaaigües superior i a sobre una rosassa. Sembla que hi havia una pedra gravada que actualment ha estat arrencada. Només presenta una capella laterals entre els contraforts del mur Est i els murs són de carreuons de pedra irregular, amb carreus més treballats als angles i als contraforts. El paviment interior ha desaparegut i al sector Nord hi ha restes que semblen pintures murals, força esborrades. Aquesta església podria haver substituït una primitiva capella situada dins la torre principal del castell, que existia encara el 1400.

## Història

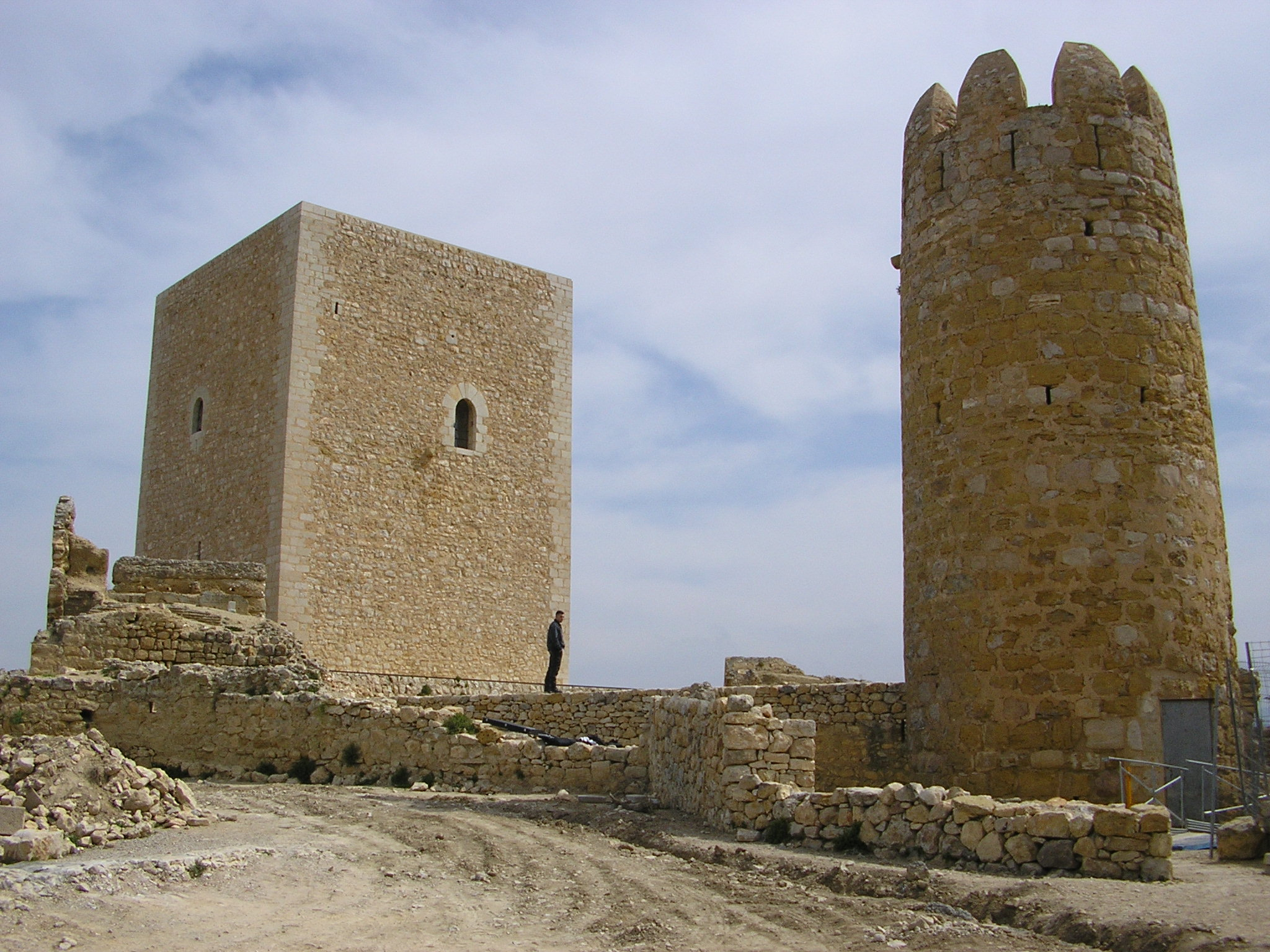
Vista de la torre quadrada i la torre

A l'àrea on avui es troben les restes del castell s'ha trobat un primitiu assentament d'època ibèrica que comprenia des del segle IV fins al segle I aC. Després d'un llarg període d'abandonament, el puig del Castell és ocupat en època àrab (S. IX), construint damunt de les restes de l'antic poblat. La conquesta dels territoris més meridionals de Catalunya s'inicia l'any 1148 amb la presa de Tortosa per Ramon Berenguer IV, amb la donació de la major part dels territoris conquerits als ordes militars que el van ajudar: els Templers i els Hospitalers. La fortalesa sarraïna d'Ulldecona fou concedida l'any 1180 als hospitalers amb l'obligació d'edificar un nou Castell Cristià.
El 1222 Guillem Ramon de Montcada concedí la primera carta de població. A partir de les campanyes de València de Jaume I, iniciades cap al 1230, la població es traslladà a la vall. Fet que ens confirma amb la segona carta, de l'any 1274. El 1222 Guillem Ramon de Montcada concedí la primera Carta Pobla permetent l'edificació de nous habitatges entre ambdues muralles. Fou el 1273 quan Fra Ramon Berenguer, mestre d'Amposta i hospitaler, concedí la segona Carta Pobla donant llicència als habitants d'Ulldecona per passar a viure a la vall de la Foia, essent els orígens de l'actual vila d'Ulldecona.
Un document de 1555 indica que aleshores el castell era força enderrocat i abandonat. Tenia però, encara importància, donat que se'n mana la reparació.
L'església és l'edifici més modern del recinte, ja que es va reconstruir al segle xvi. L'original va alçar-se immediatament després de la torre quadrada (segle XII-XIII). Està dedicada a Santa Maria dels Àngels i fins al 1440 va fer d'església parroquial de la primitiva vila: després va funcionar com a seu d'un Priorat dels Santjoanistes (tenia un beneficiat que hi celebrà missa fins al segle xviii).
En la desamortització de Mendizábal, el 1836, el Castell passa a mans privades, i l'any 1986 el venen a l'Ajuntament d'Ulldecona, el qual porta a terme la seva restauració i rehabilitació arquitectònica.